# يزن مصلح
يزن مصلح هو كاتب وروائي، ولد في مدينة جدة السعودية، صدرت له ثلاث روايات وهي «مجدلي في الكولوسيوم» و«خواطر الندم والغفران» و«من دمشق إلى القدس؛ حكاية صبر وعذاب».

## مؤلفات
صدرت له عدة أعمال أدبية منها:
- «مجدلي في الكولوسيوم»، المؤسسة العربية للدراسات والنشر، 2021.[3]
  - رواية تشويقة تدور رحاها في 80م في روما وفلسطين التي تكون خاضعة لحكم الرومان في ذلك الوقت.
- «خواطر الندم والغفران»، الدار العربية للعلوم ناشرون، بيروت، 2020، عدد الصفحات: 119.[4]
  - تدور أحداث الرواية حول قصة شاب سوري في العشرين من عمره يدعى نوح، وتبدأ أحداثها في أواخر 2017 ليلة إعلان الرئيس ترمب اعترافه بالقدس كعاصمة لإسرائيل.
- «من دمشق إلى القدس؛ حكاية صبر وعذاب»، الدار العربية للعلوم ناشرون، 2017.[5]
  - يرصد الروائي قصة حرب وحب لم تبدأ لكي تنتهي حيث فرّقتها الحواجز والمعارك. أما ما لم يدركه أبطالها فهو بداية النهاية لربيع عربي يبدو بأن أوراقه الصفراء بدأت تتساقط.